# 10. januar
10. januar je 10. dan leta v gregorijanskem koledarju. Ostaja še 355 dni (356 v prestopnih letih).

## Dogodki
- 49 pr. n. št. – Julij Cezar prestopi Rubikon
- 1356 – sprejeta nemška zlata bula
- 1439 – ekumenski koncil se iz Ferrare preseli v Firence
- 1776 – Thomas Paine objavi Common Sense
- 1821 – z ljubljanskim kongresom se začne tretji kongres svete alianse
- 1836 – France Prešeren zaprosi ljubljansko gubernijo za izdajo Krsta pri Savici
- 1839 – v Združeno kraljestvo pripeljan prvi čaj iz Indije
- 1863 – v Londonu začne obratovati prva podzemna železnica
- 1917 – Antanta zavrne nemški predlog za mirovna pogajanja
- 1920 – prvi zbor Društva narodov in ratifikacija Versajske pogodbe kot uradnega konca 1. svetovne vojne
- 1923 – ZDA umakne zadnje oborožene sile iz Nemčije
- 1927 – v Berlinu premiera Langovega filma Metropolis
- 1940 – incident pri Mechelenu-sur-Meusu
- 1941 – obnovitev pakta Hitler-Stalin
- 1943 – začetek sovjetske protiofenzive v bitki za Stalingrad
- 1946 – prvo zasedanje OZN
- 1984 – ZDA in Vatikan obnovita diplomatske stike

## Rojstva
- 1209 – Mongke, mongolski veliki kan († 1259)
- 1573 – Simon Marij, nemški astronom († 1624)
- 1715 – Christian August Crusius, nemški teolog in filozof († 1775
- 1747 – Abraham Louis Breguet, švicarski urar, mehanik, izumitelj, fizik († 1823)
- 1769 – Michel Ney, francoski maršal († 1815)
- 1797 – Annette von Droste-Hülshoff, nemška pesnica in pisateljica († 1848)
- 1802 – Carl von Ghega, avstrijski gradbeni inženir († 1860)
- 1840 – Louis Nazaire Bégin, francosko-kanadski kardinal († 1925)
- 1880 – Charles Adrien Wettach - Grock, švicarski klovn († 1959)
- 1883 – Aleksej Nikolajevič Tolstoj, ruski pisatelj († 1945)
- 1887 – John Robinson Jeffers, ameriški pesnik († 1962)
- 1889 – Efrem Forni, italijanski kardinal († 1976)
- 1900 – Bogo Teply, slovenski zgodovinar, publicist († 1979)
- 1916 – Sune Bergström, švedski biokemik, nobelovec 1982 († 2004)
- 1921 – Rodger Ward, ameriški avtomobilistični dirkač († 2004)
- 1936 – Robert Woodrow Wilson, ameriški fizik, nobelovec 1978
- 1938 – Donald Ervin Knuth, ameriški matematik, računalnikar, programer
- 1944 – Rory Byrne, oblikovalec dirkalnikov F 1
- 1945 – Rod Stewart, škotski pevec
- 1946 – Robert Gadocha, poljski nogometaš
- 1948 – Mischa Maisky, latvijski violončelist
- 1949 – George Foreman, ameriški boksar
- 1953 – Bobby Rahal, ameriški avtomobilski dirkač
- 1958 – Eddie Cheever, ameriški avtomobilski dirkač
- 1984 – Marouane Chamakh, maroški nogometaš
- 1985 – Alex Meraz, ameriški filmski in televizijski igralec
- 1985 – Anette Sagen, norveška smučarska skakalka

## Smrti
- 48 pr. n. št. – Šuan - deseti cesar dinastije Han  (* 91 pr. n. št.)
- 681 – Agaton, papež (* 574)
- 976 – Ivan I. Cimisk, bizantinski cesar (* 925)
- 1055 – Bržetislav I., češki vojvoda (* 1005)
- 1094 – Al-Mustansir, fatimidski kalif (* 1029)
- 1152 – Teobald Veliki, šampanjski grof, itd. (* 1093)
- 1218 – Hugo I., ciprski kralj (* 1195)
- 1276 – papež Gregor X. (* 1210)
- 1322 – Peter Aureol, francoski filozof in teolog (* 1280)
- 1358 – Abu Inan Faris, marinidski sultan (* 1329)
- 1698 – Louis-Sébastien Le Nain de Tillemont, francoski cerkveni zgodovinar (* 1637)
- 1778 – Carolus Linnaeus - Carl von Linné, švedski naravoslovec (* 1707)
- 1815 – Balthasar Hacquet, francoski naravoslovec, zdravnik, etnolog (* 1739 ali 1740)
- 1833 – Adrien-Marie Legendre, francoski matematik (* 1752)
- 1846 – Étienne Pivert de Senancour, francoski pisatelj (* 1770)
- 1862 – Samuel Colt, ameriški izumitelj (* 1814)
- 1917 – William Frederick Cody - Buffalo Bill, ameriški lovec, vojak (* 1846)
- 1951 – Sinclair Lewis, ameriški pisatelj, dramatik, nobelovec 1930 (* 1885)
- 1953 – Theo Mackeben, nemški skladatelj, dirigent, pianist (* 1897)
- 1954 – Fred Raymond, avstrijski skladatelj (* 1900)
- 1957 – Lucila de María del Perpetuo Socorro Godoy Alcayaga - Gabriela Mistral, čilenska pesnica, diplomatka, nobelovka 1945 (* 1889)
- 1961 – Samuel Dashiell Hammett, ameriški pisatelj (* 1894)
- 1965 – Antonín Bečvář, češki astronom (* 1901)
- 1970 – Pavel Ivanovič Beljajev, ruski kozmonavt (* 1925)
- 1971 – Coco Chanel, francoska modna oblikovalka (* 1883)
- 1971 – Ignazio Giunti, italijanski avtomobilistični dirkač (* 1941)
- 1989 – Valentin Petrovič Gluško, ruski raketni inženir (* 1908)
- 1997 – lord Alexander Robertus Todd, škotski biokemik, nobelovec 1957 (* 1907)
- 2005 – Jan Pieter Schotte, belgijski kardinal (* 1928)
- 2007 – Carlo Ponti, italijanski filmski producent (* 1912)
- 2016 – David Bowie, angleški glasbenik (* 1947)

## Prazniki in obredi
- 2006 – kurban bajram v islamu

## God
- sveti Agaton
- sveti Gregor iz Nise
- sveti Peter Orseolo